# VII Troféus Televisão TV7Dias
A 6ª edição dos Troféus de Televisão TV 7 Dias ocorreu no dia 20 de abril de 2016, no Casino Estoril.
O evento foi transmitido em diferido pelo Canal Q.
Nesta edição, a categoria de Revelação deixou de ser um prémio especial, com um/a vencedor/a previamente designado/a, e passou a ser uma categoria com nomeados.
Se não contarmos com o vencedor do prémio de Melhor Programa Infantojuvenil, cujo vencedor não foi possível averiguar, pela 4.ª vez a TVI foi a única estação líder em número de prémios e pela 5.ª vez sagrou-se como a grande vencedora da premiação, ex-aequo com outra estação ou não. O canal de Queluz de Baixo recebeu oito prémios, enquanto a SIC conseguiu sete e a RTP seis.

## Nomeados e vencedores
| Melhor Telenovela | Melhor Ator Principal de Telenovela |
| --- | --- |
| - A Única Mulher (TVI) - Coração d'Ouro (SIC) - Mar Salgado (SIC) - Mulheres (TVI) - Santa Bárbara (TVI) | - Diogo Infante – Jardins Proibidos (TVI) - Albano Jerónimo – Santa Bárbara (TVI) - João Reis – Coração d'Ouro (SIC) - Ricardo Pereira – Mar Salgado (SIC) - Rogério Samora – Poderosas (SIC) |
| Melhor Atriz Principal de Telenovela | Melhor Ator de Elenco Telenovela |
| - Alexandra Lencastre – A Única Mulher (TVI) - Maria João Luís – Poderosas (SIC) - Mariana Pacheco – Coração d'Ouro (SIC) - Margarida Vila-Nova – Mar Salgado (SIC) - Rita Blanco – Coração d'Ouro (SIC)                                                                      | - Tiago Teotónio Pereira – Mar Salgado (SIC) - Cristóvão Campos – Coração d'Ouro (SIC) - Gonçalo Diniz – Mar Salgado (TVI) - João Jesus –Poderosas (SIC) - José Raposo – Coração d'Ouro (SIC) |
| Melhor Atriz de Elenco Telenovela | Melhor Música de Genérico |
| - Inês Castel-Branco – Mar Salgado (SIC) - Débora Monteiro – Mar Salgado (SIC) - Maria João Bastos – Coração d'Ouro (SIC) - Margarida Carpinteiro – Coração d'Ouro (SIC) - Soraia Chaves – Poderosas (SIC)                                                                    | - ""Mar Salgado", interpretada pelos Amor Electro – Mar Salgado (SIC) - “Coração d'Ouro”, interpretada por [[Gisela João]- Coração d'Ouro (SIC) - "Jardins Proibidos", interpretada por Paulo Gonzo – Jardins Proibidos (TVI) - "O Tempo Não Para", interpretada por Mariza – Mulheres (TVI) - "Única Mulher", interpretada por Anselmo Ralph – A Única Mulher (TVI) |
| Melhor Série | Melhor Programa infanto-juvenil |
| - Nelo e Idália (RTP1) - Água de Mar (RTP1) - Bem-Vindos a Beirais (RTP1) - Donos Disto Tudo (RTP1) - Sal (SIC) | - (vencedor desconhecido) - CC All Stars (SIC Radical) - Art Attack (Disney Junior) - Disney Kids (SIC) - Ciência por Miúdos (SIC K) - Zig Zag (RTP2) |
| Melhor Ator de Série | Melhor Atriz de Série |
| - Jorge Corrula – Água de Mar (RTP1) - Eduardo Madeira – Donos Disto Tudo (RTP1) - Herman José – Nelo e Idália (RTP1) - Joaquim Monchique – Donos Disto Tudo (RTP1) - Manuel Marques – Os Filhos do Rock/Donos Disto Tudo (RTP1)                                              | - Mariana Monteiro – Água de Mar (RTP1) - Mafalda Vilhena – Água de Mar (RTP1) - Maria Rueff – Nelo e Idália (RTP1) - Marina Mota – Bem-Vindos a Beirais (RTP1) - Oceana Basílio – Bem-Vindos a Beirais (RTP1) |
| Melhor Programa de Entretenimento | Melhor Ator/Atriz/Humorista |
| - The Voice Portugal (RTP1) - Achas que Sabes Dançar? (SIC) - Got Talent Portugal (RTP1) - Ídolos (SIC) - MasterChef Portugal (TVI) | - António Raminhos – 5 para a Meia-Noite (RTP1) - Ana Bola – Donos Disto Tudo (RTP1) - Bruno Nogueira – Som de Cristal (SIC) - Nuno Markl – 5 para a Meia-Noite (RTP1) - Ricardo Araújo Pereira – Isso È Tudo Muito Bonito, Mas... (TVI) |
| Melhor Talk Show | Melhor Apresentador |
| - Alta Definição (SIC) - 5 para a Meia-Noite (RTP1) - A Tarde É Sua (TVI) - Agora Nós (RTP1) - Inesquecível (RTP Memória | - Manuel Luís Goucha – Você na TV! e MasterChef Portugal (TVI) - Daniel Oliveira – Alta Definição (SIC) - João Baião - Grande Tarde e Portugal em Festa (SIC) - João Manzarra – Ídolos (SIC) - Júlio Isidro – Inesquecível (RTP Memória) |
| Melhor Apresentadora | Melhor Programa de Informação |
| - Fátima Lopes – A Tarde É Sua e Pequenos Gigantes (TVI) - Bárbara Guimarães – Peso Pesado: Teen (SIC) - Catarina Furtado – The Voice Portugal (RTP1) - Diana Chaves – Achas que Sabes Dançar? (SIC) - Teresa Guilherme – Secret Story - Casa dos Segredos (5.ª edição) (TVI) | - Jornal da Noite (SIC) - Linha da Frente (RTP) - Perdidos e Achados (SIC) - Sexta às 9 (RTP) - Telejornal (RTP1) |
| Melhor Jornalista/Apresentador | Melhor Jornalista/Apresentadora |
| - José Alberto Carvalho – (TVI) - Carlos Daniel (RTP) - Pedro Mourinho (SIC) - Pedro Pinto (TVI) - Rodrigo Guedes de Carvalho (SIC) | - Maria João Ruela (SIC) - Ana Lourenço (SIC Notícias) - Cristina Esteves (RTP) - Clara de Sousa (SIC) - Sandra Felgueiras (RTP1) |
| Melhor Reportagem/Documentário | Melhor Jornalista/Repórter |
| - Vamos Falar de Sexo (SIC) - Até Voares (TVI) - Os Tratadores (SIC) - Somos o Que Comemos (SIC) - Uma Parte de Mim (RTP) | - Ana Leal (TVI) - António Mateus (RTP) - Cândida Pinto (SIC) - Pedro Coelho (SIC) - Rita Marrafa de Carvalho (RTP) |
| Melhor Programa Cultural | Melhor Programa Social |
| - Janela Indiscreta (RTP) - Autores Fora D’Horas (SIC Noticias) - Elogio da Paixão (RTP2) - Sociedade Civil (RTP2) - Super Diva - Ópera para Todos (RTP2) | - Câmara Exclusiva (TVI Ficção) - E-Especial (SIC) - Fama Show (SIC) - Sociedade Recreativa (RTP1) |
| Melhor Programa Desportivo | Revelação do Ano |
| - MaisFutebol (TVI24) - MaisFutebol (TVI24) - O Dia Seguinte (SIC Notícias) - Tempo Extra (SIC Notícias) - Trio d'Ataque (RTP Informação) | - Ana Sofia Martins – A Única Mulher (TVI) - João Jesus - Poderosas (SIC) - Fernando Pires – Jardins Proibidos (TVI) - Kelly Bailey – A Única Mulher (TVI) - Mariana Pacheco – Coração d'Ouro (SIC) |
| Troféu Prestígio | |
| - Ruy de Carvalho | |

## Canais premiados e nomeados
| Estação       | Prémios | Nomeações |
| ------------- | ------- | --------- |
| TVI           | 8       | 24        |
| SIC           | 7       | 49        |
| RTP1 & RTP2   | 6       | 39        |
| TVI24         | 1       | 2         |
| RTP Memória   | 0       | 2         |
| SIC Radical   | -       | 1         |
| SIC Notícias  | 0       | 3         |
| Disney Junior | -       | 1         |
| SIC K         | -       | 1         |
| SIC Caras     | 0       | 1         |

Notaː Não inclui o vencedor da categoria de Melhor Programa Infantojuvenil, cujo vencedor não foi possível averiguar.